# 連邦航空保安局

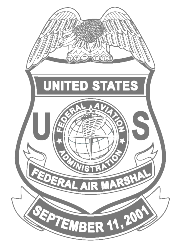

連邦航空保安局（れんぽうこうくうほあんきょく、英語: Federal Air Marshal Service、FAMS）は、アメリカ国土安全保障省の運輸保安庁の監督下にあるアメリカ合衆国連邦政府の法執行機関(en:law enforcement agency)である。FAMSは民間航空の信頼性を挙げることを目的とし、このために連邦航空保安官（Federal Air Marshal, FAM）を配備してアメリカの航空会社・空港・乗客・乗員に対する敵性行動を察知・抑止・阻止する。航空保安官は連邦政府の法執行官である。
職掌がら、航空保安官は援護なしに独立して職務を遂行することが多い。保安官は職員として、拳銃の取り扱いの精密性を最上級に保つことが求められる。保安官の職務は、他の乗客に混じって飛行機に搭乗し、調査テクニック・テロリストの挙動の発見・銃の技能・飛行機特有の方法論・近距離での護身術などの訓練を活かし、一般乗客を護衛することである。

## 歴史
連邦航空保安局は1968年、連邦航空局のスカイマーシャルプログラムとして始まった。当時の構成員は同局の運航部から、テキサス州ブラウンズヴィルで銃器の訓練を受けた6人の志願者であった。後に民間航空保安部の独立業務となり、同部署からの志願者を投入して拡張された。これらの人員は銃器を支給され、バージニア州クアンティコのアメリカ海兵隊訓練場にあるFBIアカデミー(en:FBI Academy)で近接格闘のトレーニングを受けた。
1985年、大統領のロナルド・レーガンはスカイマーシャルプログラムの拡張を要求し、議会も国際保安開発協力法(International Security and Development Cooperation Act)を制定した。これは連邦航空保安局の根拠となる法律を拡張するものであった。運輸庁の目標声明とはうらはらに、航空保安官のプログラムは国内便でのハイジャック事件に端を発するものであり、1985年まで、航空保安官プログラムはアメリカ国内便にほぼ限定して運用されていた。1985年のトランス・ワールド航空847便のハイジャックおよび国際保安開発協力法の施行の後は、航空保安官は増員され、国際便に注意が向けられるようになった。イギリスやドイツなどの数カ国で、個人が銃器を携帯して入国することへの抵抗があったため、国際線のカバー体制にはムラがあった。銃器携帯での入国への抵抗は、双方の交渉や協定による合意や、入国した際に武器を引き渡すことによって克服され、FAMは、アメリカの航空業界をハイジャックから守るという使命を実行するため世界中で活動することができた。
元々は、ジョン・F・ケネディ大統領の必要上からの命令の下、アメリカ税関局(en:United States Customs Service 2003年に税関・国境警備局に再編された)保安官がエアーマーシャルとして任命されており、後には特別に訓練された連邦航空局職員が任に当たっていた。これも運輸保安庁の目標声明とは逆に、税関局保安官は1971年から1972年にかけて廃止されてしまった。このうち多くは航空局の民間航空保安部へと異動して航空保安調査員となり、また民間航空保安部の監督する航空保安官プログラムの志願者になった者もいる。
2001年9月11日までは、連邦航空保安局の保安官の人数は脅威の予測や資金調達の具合によって増減していた。2001年9月11日の時点で活動中の航空保安官はわずか33名であった。アメリカ同時多発テロ事件の結果、ジョージ・W・ブッシュ大統領は連邦航空保安局の迅速な拡張を命じた。新しく雇われた航空保安官の多くは、他の連邦機関からの人員であった。これにはアメリカ関税局、アメリカ国境警備隊(en:U.S. Border Patrol)、アメリカ住宅都市開発省監察総監室、アメリカ麻薬取締局、アメリカ郵便調査局(en:United States Postal Inspection Service)、アルコール・タバコ・火器及び爆発物取締局などがある。志願者(数は明かされていない)は、採用された後訓練を経て世界中のフライトに割り当てられた。2006年8月の時点で、航空保安官の人数は数千人規模だと推測されている。現在のところ、航空保安官は運輸保安庁の第一法執行官(the primary law enforcement entity)として勤務している。
2005年10月16日、アメリカ国土安全保障省長官のマイケル・チャートフは、第二回審理の答申で省庁再編に伴い、機能を一貫させるために連邦航空保安局を移民・関税執行局から運輸保安庁に移管することを公式に認めた。以下はその理由である。
1. 連邦レベルで、航空法執行とセキュリティを整理強化し、
2. 関係者へのサービス拡充(stakeholder outreach)に向けて一貫となったアプローチを形成し、
3. 航空保安の調整・有効性を強化するため

この再編の一環として、連邦航空保安局長官が運輸保安庁の法執行局長補佐(運輸保安庁の法執行業務のほぼ全てを管轄する)を兼任することとなった。

## 他の運輸分野での保安
2004年の7月より、運輸保安庁は大きなイベント・休日・祝日の際に大規模輸送システムを補助する臨時要員を派遣している。この運輸保安庁の人員は有形共同輸送保護対応チーム(Visible Intermodal Prevention and Response Teams :VIPRチーム)と呼ばれ、大規模な物資・旅客輸送においてランダム・非公開・予想不可能な高い存在感を示すことが目的である。必要とされる補助のレベルは、輸送システムの地方政治およびセキュリティの状態による。VIPRチームのメンバーには、航空保安官以外の人員が加えられる事もある。2007年7月以来、運輸保安庁はVIPRチームの人数および派遣回数を大いに増やしており、派遣頻度は1回/月から1〜2回/週へと増加した。
航空保安官や初期のVIPRチーム配備には論争もあった。運輸保安庁の現地職員によれば、初期の出動では職員自身にも危険があったという。運輸保安庁は航空保安官に対して強制捜査用のジャケットやシャツを着て、エアーマーシャルとしての身分を明らかにするように求めたが、これはつまり保安官の匿名性を侵しかねないものであった。この懸念に応じて運輸保安庁は方針を転換し、現在の航空保安官は、民間人の服装、もしくは単に「国土安全保障省職員」と分かるジャケットでVIPRの出動に参加している。航空保安官は地方の法律・刑事手続・一般輸送の中で遭遇する事態の範囲・連邦法執行職員としての権限領域をよく認識していないと報告する運輸保安職員もいた。

## 組織

### 内部部局
- 運輸保安庁法執行担当副長官・連邦航空保安局長
  - 運輸保安庁法執行担当上級副長官代理・連邦航空保安局長代理
    - 運輸保安庁地上作戦担当副長官・連邦航空保安局地上作戦担当副局長
    - 運輸保安庁航空作戦担当副長官・連邦航空保安局航空作戦担当副局長
    - 運輸保安庁作戦管理担当副長官・連邦航空保安局作戦管理担当副局長

### 階級
現在使用されている航空保安官の階級は2011年に導入されたものである。
- 局長(Director)
- 局長代理(Deputy Director)
- 副局長(Assistant Director)
- 副局長代理(Deputy Assistant Director)
- 部門等航空保安監(Supervisory Air Marshal in Charge (SAC))
- 部門等航空保安監代理(Deputy Supervisory Air Marshal in Charge (DSAC))
- 部門等航空保安監補佐(Assistant Supervisory Air Marshal in Charge (ASAC))
- 総括航空保安官(Supervisory Federal Air Marshal (SFAM))
- 上級航空保安官(Senior Federal Air Marshal)
- 航空保安官(Federal Air Marshal (FAM))

2011年以前の階級は、部門等航空保安監(Supervisory Air Marshal in Charge (SAC))から総括航空保安官(Supervisory Federal Air Marshal (SFAM))までの名称が異なっていた。部門等航空保安監(Supervisory Air Marshal in Charge (SAC))は、 部門等航空保安監代理(Deputy Supervisory Air Marshal in Charge (DSAC))及び部門等航空保安監補佐(Assistant Supervisory Air Marshal in Charge (ASAC))と同様に、担当する部門を所掌する局長の特別補佐官として、総括航空保安官(Supervisory Federal Air Marshal (SFAM))は現場の航空保安官の総括という役割を担っている。2011年の階級変更は、これらの階級間の対立をなくし、管理職と非管理職の意識的な隔絶を減少させるために行われたものである。

### 現地事務所
連邦航空保安局は、以下の現地事務所を、その都市内又は近郊の都市に設置している。
- アトランタ
- ボルチモア
- ボストン
- シャルロット
- シカゴ
- ダラス
- デンバー
- デトロイト
- ヒューストン
- ラスベガス
- ロサンゼルス
- マイアミ
- ミネアポリス
- ニューアーク
- ニューヨーク
- オーランド
- フィラデルフィア
- サンフランシスコ
- シアトル
- ワシントンD.C.

上記とは別に2014年から2016年にかけて、以下の現地事務所が廃止された。
- シンシナティ
- クリーブランド
- フェニックス
- ピッツバーグ
- サンディエゴ
- タンパ

## 訓練
連邦航空保安官は2段階の厳しい訓練プログラムを受ける。第一段階は7週間の法執行基礎過程である。この訓練はニューメキシコ州アルティージア (ニューメキシコ州)にある連邦法執行トレーニングセンターで行われる。航空保安官はまたニュージャージー州のウィリアム・J・ヒューズテクニカルセンターで続く訓練を受ける。この訓練は、連邦航空保安官の職務上の役割のためしつらえたものである。独特の領域として、憲法・狙撃・運動生理学・行動観察・防衛戦略・緊急医療補助・その他の法執行の技術などが含まれる。
第二段階では、実地で行う職務の訓練を行う。この訓練では、候補者の狙撃技術の改善に重点を置く。狙撃技術が必要となるのは、場所が飛行機に厳しく制限されるためと、側に多く人がいるためである。この訓練を修了した候補生は21の現地事務所へ割り当てられ、そこで任務に就くのである。

## 装備・技術
航空保安官は、通達から一時間で急行したり極めて危険な場所に配備されることもある。秘密活動の航空保安官が配備された場所は、2002年第36回スーパーボウルの際のニューオーリンズ発着便、2002年ソルトレークシティオリンピックの際のソルトレイクシティ近郊便、大統領ジョージ・W・ブッシュが訪れた都市、などである。
航空保安官は.357SIG弾(en)を装填したSIG SAUER P229拳銃を携帯しており、銃器の取り扱いテストを三ヶ月ごとに受けなければならない。某航空保安官によれば、彼らは「制止射撃(shoot to stop)」を行うように訓練される。まず人体のうち最も大きな部分(胴体)を撃ち、次に頭を撃って「神経系を無力化する」のだという。2006年8月の方針転換により、匿名性を保つため、航空保安官はどのような服を着ても、どのホテルに泊まってもよいことになった。
だが以前の局長ダーナ・A・ブラウンは、航空保安官にセキュリティチェック免除レーンを通り、飛行機に事前搭乗することを義務づける方針を続けていた。

## リゴベルト・アルピツァー事件
2005年11月7日、航空保安官がマイアミ国際空港の搭乗口で、44歳のアメリカ人リゴベルト・アルピツァー(Rigoberto Alpizar)を射殺した。アルピツァーはアメリカン航空924便の搭乗者だった。
初期の報道によると、アルピツァーと彼の妻の間でケンカが始まり、その後アルピツァーは突然飛行機の後部から通路を走ってきたという。米国フライトアテンダント協会の安全責任者ロニー・グローバーは、「男がこちらへ来たとき、彼の気が動転しているのは明らかでした……飛行機前方の乗務員のひとりが『お客様、飛行機をお降りにはなれません』と言ったとき、乗務員によれば、彼は『俺は爆弾を持っている』と応えたそうです。この時点で航空保安官は保護をあきらめ、ドアの外、搭乗口へ追いかけていきました」と語った。
2005年11月8日、ホワイトハウスのスポークスマンであるスコット・マクレランによれば、大統領はアルピツァーへの発砲に対して航空保安官は適切な処置をしており、満足しているとのことであった。

## 要注意保安情報(SSI)
SSI(Sensitive Security Information)とは、機密扱いにはされていないものの、航空保安を脅かしうる情報を指す用語である。
2003年7月29日、連邦法執行官協会(Federal Law Enforcement Officers Association FLEOA)の航空保安局執行部副代表である、航空保安局所属のロバート・マクレーンは、ホテル宿泊のコスト削減のため、航空保安官を長距離航路から撤退させることを検討していることを明らかにした。この計画が命じられたのは、運輸保安庁が予算不足に陥り、また国土安全保障省が2003年7月26日の警告を出した直後であった。この警告は、テロリストがアメリカ東海岸・イギリス・イタリア・オーストラリア発の旅客機で、ハイジャックの意図を含んだ密輸計画をしているというものであった。計画は議会の反発を呼び、実行される前に中止となった。またこの計画は航空・輸送保安法(en:Aviation and Transportation Security Act)とも合致しなかった。同法の105節は「連邦航空保安官の配属は……2001年9月11日に標的となったような直行便・長距離便を優先すべきである」としている。
マクレーンは、情報漏洩の結果「不許可での要注意保安情報(SSI)発表」を理由に解雇された。マクレーンは現在巡回区控訴裁判所において係争中である。マクレーンは、彼の解雇は告発者保護法(en:Whistleblower Protection Act WPA)を破った報復行為であり、また言論弾圧防止法(en:Anti-Gag Statute)とよばれる認可法の執行上の違反であると主張している。

## 航空保安官を扱った作品
- 『フライト・ゲーム』
- 『フライトプラン』
- 『エア・マーシャル』

### 英語
- 運輸保安庁オフィシャルサイト
  - 運輸保安庁法執行局/航空保安局オフィシャルサイト
- 航空保安官ニュースアーカイブ・リンク
- 航空保安局の歴史